# Julie Mayaya
Julie Mayaya Nzal A Nka (née le 17 février 1986 à Iași) est une chanteuse roumaine. Elle a participé à la deuxième saison de The Voice de Pro TV et a été couronnée gagnante le 26 décembre 2012, devenant ainsi la première candidate féminine à gagner. Julie est d'origine congolaise par son père. 
Depuis son passage dans The Voice, elle a commencé un nouveau projet et a commencé à participer à la 12e saison de l'émission télévisée "Te cunosc de undeva".
Julie a également été choisie par Disney pour doubler une muse dans le film d'animation Hercule, et pour chanter le thème d'ouverture en roumain du célèbre film Le Roi Lion en 2019[réf. nécessaire].